# Stanisław Kostka Łukomski
Stanisław Kostka Łukomski (ur. 21 października 1874 w Borku, zm. 28 października 1948) – polski duchowny rzymskokatolicki, biskup pomocniczy poznański w latach 1920–1926, biskup diecezjalny łomżyński w latach 1926–1948, sekretarz generalny Konferencji Episkopatu Polski w latach 1926–1946.

## Życiorys
Urodził się 21 października 1874 we wsi Borek, w parafii Sadki, w archidiecezji gnieźnieńskiej, w rodzinie Józefa i Teofili z Merdaszewskich. Ukończył szkołę średnią oraz wyższe seminarium duchowne w Poznaniu i Gnieźnie. 24 lutego 1898 został wyświęcony na kapłana. Po 1900 był członkiem Ligi Narodowej.
Po odzyskaniu niepodległości nabył tereny wokół jeziora Malta w Poznaniu, gdzie 3 maja 1919 odbyła się uroczystość rozpoczęcia sypania kopca. Był znany z działalności na polu oświatowym, wychowawczym i spółdzielczym. W latach 1918–1919 stał na czele wydziału oświaty i wyznań Naczelnej Rady Ludowej. Czynnie uczestniczył przy organizowaniu Uniwersytetu Poznańskiego (w 1926 otrzymał tytuł doktora honoris causa tego uniwersytetu).
8 marca 1920 został mianowany biskupem pomocniczym archidiecezji poznańskiej ze stolicą tytularną Sicca Veneria. Po śmierci kardynała Edmunda Dalbora w 1926 przez krótki czas zarządzał archidiecezją jako wikariusz kapitulny.
24 czerwca 1926 został biskupem diecezjalnym diecezji łomżyńskiej. Koordynował pracę diecezjalnej Akcji Katolickiej, przyczynił się do rozbudowy katedry. Od 1926 pełnił także funkcję sekretarza Konferencji Episkopatu Polski, z której zrezygnował w 1936, ale jego rezygnacja została przyjęta dopiero w maju 1946.
Sympatyzował z endecją, był zdecydowanym oponentem Józefa Piłsudskiego. Był znany ze swoich skrajnie prawicowych poglądów. W 1922 potępił powszechny strajk rolny w Wielkopolsce, co było jedną z przyczyn jego niepowodzenia. W 1947 w liście do władz komunistycznych potępił morderstwo w Zawadach dokonane przez bojówkę „armii podziemnej narodowej”, w którym zginęły 3 osób, w tym starosta łomżyński.
W 1948, po śmierci prymasa Polski Augusta Hlonda, był uważany za jego prawdopodobnego następcę, jednak wkrótce po pogrzebie prymasa, 28 października 1948, zginął w niewyjaśnionym wypadku samochodowym na trasie Ostrów Mazowiecka–Łomża. 4 listopada 1948 został pochowany w katedrze łomżyńskiej.

## Odznaczenia
Dekretem Naczelnika Państwa Józefa Piłsudskiego z 29 grudnia 1921 w uznaniu zasług położonych dla Rzeczypospolitej Polskiej około organizacji szkolnictwa polskiego w Wielkopolsce został odznaczony Orderem Odrodzenia Polski klasy III.
Otrzymał również francuski Order Legii Honorowej.